# Centro Correcional Metropolitano de Nova Iorque
O Centro Correcional Metropolitano de Nova Iorque (MCC New York) é um centro de detenção administrativa federal dos Estados Unidos no Centro Cívico de Lower Manhattan, Nova Iorque, localizado na Park Row atrás do Tribunal Thurgood Marshall dos Estados Unidos em Foley Square. É operado pelo Federal Bureau of Prisons, uma divisão do Departamento de Justiça dos Estados Unidos.
O CCM de Nova Iorque mantém prisioneiros masculinos e femininos de todos os níveis de segurança. A maioria dos prisioneiros mantidos no CCM de Nova Iorque tem processos pendentes no Tribunal Distrital dos Estados Unidos do Distrito Sul de Nova Iorque. O CCM de Nova Iorque também mantém prisioneiros cumprindo breves sentenças.
O Los Angeles Times declarou que a prisão é frequentemente chamada de "Guantánamo de Nova Iorque", e o The New York Times afirmou que suas unidades administrativas de segregação tinham severas medidas de segurança.

## História
Inaugurado em 1975 no bairro Civic Center, em Lower Manhattan, o CCM de Nova Iorque foi a primeira instalação de arranha-céus a ser usada pelo Bureau of Prisons. Os prisioneiros são designados para uma das dez unidades de alojamento separadas e independentes, resultando em pouco movimento dentro da instalação. Em 2002, foi amplamente divulgado que o CCM de Nova Iorque estava severamente superlotada.
Numerosos indivíduos de alto perfil foram mantidos no CCM de Nova Iorque durante processos judiciais, incluindo os chefes da criminosa família Gambino John Gotti e Jackie D'Amico, o traficante de drogas Frank Lucas, o fraudador de esquemas Ponzi Bernard Madoff, os terroristas Omar Abdel Rahman e Ramzi Yousef, financiador e o criminoso sexual Jeffrey Epstein e o traficante de armas Viktor Bout. Depois de ser extraditado para os Estados Unidos, o traficante mexicano Joaquín "El Chapo" Guzmán foi alojado na instalação.

## Instalação
O centro correcional está instalado em um prédio alto de doze andares, localizado na 150 Park Row, no bairro do Civic Center. Até 1 de fevereiro de 2017, tinha 796 internos, homens e mulheres, o que é muito mais do que sua capacidade de 449 pessoas. A instalação possui uma ala feminina; sete asas masculinas da população geral, seis das quais apresentam células e uma é um dormitório; uma Unidade Especial de Habitação (SHU); e uma unidade "supermax". Cada unidade ocupa dois andares. Todas as unidades da General Population possuem academia (sem pesos), cozinha (microondas, água quente, gelo) e cinco aparelhos de TV (um na academia e quatro na área comum). Escritórios, aulas e computadores estão localizados no segundo andar da unidade. A prisão é cronicamente insuficiente.
Os detentos da ala 10-Sul ficam trancados em celas individuais, 23 horas por dia, que são continuamente monitorados por câmeras de vigilância e têm luzes acesas o tempo todo. Os prisioneiros são mantidos isolados: suas células são equipadas com chuveiros, e o único momento em que são levados para fora de suas celas é para exercício em uma sala interna. Nenhuma recreação ao ar livre é permitida. A maioria dos presos do sul do país está sujeita a medidas administrativas especiais, que restringem severamente sua comunicação com outros presos e com o mundo exterior.
A ala 9-Sul é uma SHU designada. Abriga presos que violaram as regras da prisão; recém-chegados que ainda não foram medicamente liberados para a População Geral; e presos em Custódia de Proteção (CP). Os dois presos em uma cela são algemados na parte de trás através de um espaço para comida toda vez que a porta da cela é aberta. Os presos são escoltados para o banho três vezes por semana, sempre algemados.[carece de fontes?] A ala tem um encanamento com vazamento que resulta em prisioneiros encontrando poças de água parada e esgoto, além de infestações por roedores e baratas.

## Detentos notáveis (atuais e antigos)
| Nome do preso                     | Número de registro       | Foto | Status | Detalhes |
| --------------------------------- | ------------------------ | ---- | --- | --- |
| Abu Hamza al-Masri                | 67495-054                |      | Transferido para o ADX Florence . | Clérigo egípcio e ex-associado do falecido líder da Al-Qaeda, Osama bin Laden; extraditado do Reino Unido em 2012; condenado em 2014 por planejar o sequestro de 1998 de ocidentais no Iêmen e por conspirar para estabelecer um campo de treinamento terrorista no Oregon em 1999. |
| Abu Anas al-Libi Khalid al-Fawwaz | Desconhecido - 67497-054 |      | Al-Libi morreu em 2 de janeiro de 2015 enquanto aguardava julgamento; al-Fawwaz está cumprindo pena de prisão perpétua no ADX Florence. | Funcionários de alto escalão da Al-Qaeda; indiciados em 2000 por acusações de conspiração decorrentes dos atentados terroristas da Al Qaeda em 1998 de duas embaixadas americanas no leste da África, que mataram 224 pessoas. |
| Joaquín Guzmán                    | 89914-053                |      | Condenado a mais trinta anos de prisão. Agora no ADX Florence.                                                                          | Conhecido como "El Chapo" Guzmán, que em duas ocasiões anteriores conseguiu escapar das instalações de alta segurança no México, foi extraditado para os Estados Unidos em 2017. Ele foi acusado de ser o líder de um cartel de drogas com milhares de membros, cujos ganhos são estimados em bilhões. A acusação que sai do Tribunal dos Estados Unidos, no Distrito Leste de Nova Iorque, afirma que ele e outros membros do Cartel de Sinaloa usaram assassinos contratados para realizar assassinatos, sequestros e torturas. A Time Out New York informou em agosto de 2018 que a Ponte do Brooklyn poderia ser fechada ao tráfego duas vezes por dia quando Guzmán é transportado através do rio para enfrentar um julgamento no Tribunal Federal do Brooklyn. |
| Sayfullo Habibullaevich Saipov    | 79715-054                |      | Processo pendente | Sayfullo está sendo mantido no CCM de Nova Iorque sob suspeita de perpetrar um ataque terrorista em Nova Iorque. Ele é acusado de fornecer apoio material a uma organização terrorista e a destruição de um veículo a motor. |
| Patrick Ho                        | 76101-054                |      | Condenado | Acusado de violar a Lei de Práticas Corruptas no Exterior e lavagem de dinheiro. Três anos de prisão e multado em quatrocentos mil dólares em março de 2019. |
| Daryl Campbell                    | 75951-054                |      | Agora no CDM do Brooklyn. | Declarou-se culpado de acusações federais. |
| Cesar Sayoc                       | 17781-104                |      | Condenado, vinte anos em prisão federal.                                                                                                | Condenado por enviar várias bombas aos democratas e à CNN. Agora na Penitenciária dos Estados Unidos, Marion. |
| John Zancocchio                   | 48744-080                |      | Preso em 31 de julho de 2018. | Encargos de extorsão. |
| Jeffrey Epstein                   | 76318-054                |      | Encontrado morto na prisão em 10 de agosto de 2019, por suicídio.                                                                       | Encargos de tráfico sexual. Foi o primeiro suicídio registrado no CCM em treze anos. |
| Akayed Ullah                      | 79827-054                |      | Cumprindo uma sentença de prisão perpétua.                                                                                              | Condenado em 2018 por terrorismo em uma conspiração para bombardear o metrô de Nova Iorque com explosivos. |
| Paul Manafort                     | 35207-016                |      | Condenado | Ex-gerente de campanha, lobista, consultor político e advogado da campanha de Trump. Condenado por violações de lobby e fraude bancária e tributária. Transferido de FCI Loretto em junho de 2019. Previsto para ser preso em 24 de dezembro de 2024, voltou para Loretto em agosto de 2019. |
| Ross Ulbricht                     | 18870-111                |      | Transferido para a USP High e finalmente transferido para a USP Tucson.                                                                 | Criador e operador do sítio comercial darknet, o Silk Road. |
| Michael Avenatti                  | 86743-054                |      | Condenado, aguardando sentença | Condenado em Nova Iorque por tentar extorquir a Nike e fraudes de serviços honestos relacionadas ao seu cliente; também enfrenta outros dois julgamentos pendentes relacionados à sonegação de impostos, arquivando declarações fiscais falsas e alegações de clientes fraudulentos, incluindo Stormy Daniels. |